# Asgard (Csillagkapu)
Az asgardok a Csillagkapu amerikai sci-fi televíziós sorozat egy kitalált faja. Jóakaratú és magasan fejlett nép az Ida galaxisból, akik gyakran látogatták a Földet. A négy ősi faj szövetségének tagjai a nox, a furlingek és az Ősök mellett. Az univerzum legfejlettebb fajai közé tartoznak, csak az Ősök és az Ori hozzájuk hasonló fejlettségi színvonalú (és talán a furlingek és a nox is, ám erre a sorozatban nincs utalás). Amikor az Ősök felemelkedtek, az asgardok átvették a Tejút védelmezőjének szerepét, majd a sorozat folyamán tovább adták a szerepet a Tau’ri, a Föld népének, akiknek átadták minden tudásukat.

## Történelmük

### Kezdetben
Az asgard faj az Ida galaxis Othala bolygóján fejlődött ki. Ie. 28 000 körül kezdték felfedezni a körülöttük lévő galaxist. Az akkor még ember-szerűbb nép klónozni kezdte önmagát, hogy tudásukat így adhassák át a következő generációknak. Azonban a folyamatos klónozási eljárás olyan genetikai elváltozásokhoz vezetett, mely komoly egészségi gondokat okozott és később a faj kihalásához is vezetett.

### 20 000 évvel ezelőtt

Asgard ős (Felismerések)

Egy asgard űrhajó sztázisban lévő legénységével elhagyta az anyabolygót. Azonban a navigációs számítógép meghibásodása miatt a hajó csak sodródott a galaxisban, míg a Tejúton kötött ki. A hajóra asgard tudósok bukkantak rá, és a legénység tagjai közül életben maradt egyetlenegy asgard ős. Heimdall kutatásokat végzett rajta, mivel ez a klón még a klónozási eljárás okozta hibák kialakulása és visszafordíthatatlanná válása előttről származott.

### 10 000 évvel ezelőtt
Az asgardok békeszerződést kötöttek az Ősökkel, a furlingekkel és a noxszal. Több alkalommal kerültek konfliktusba a goa’uldokkal is, felismervén, mik ők. Sok emberi lényt mentettek ki a goa’uld világokból és védelem alá helyezték őket, míg kultúrájuk kellőképpen kifejlődött. Erőteljes megtorlással fenyegették meg a goa’uldokat, amennyiben a védelmük alatt álló világokat megtámadják.

### Napjainkban
Az asgardok figyelő szeme ellenére a goa’uldok a Tejút világaira nézve hatalmas fenyegetést jelentettek. Ekkortájt kezdték az embereket gazdatestként használni, ami dühítette az asgardokat, mivel ők felismerték az emberiségben rejlő potenciált, mely nagyobb volt, mint az emberek őseié, az alterraiaké. Annak érdekében, hogy a goa’uldok ne szerezhessék meg a teljes galaxis feletti uralmat, az asgardok kiszabadítottak és különböző világokon helyeztek biztonságba népcsoportokat és védelmező istenükké váltak ezzel (innen származik az északi istenek mitológiája). Hogy biztosítsák ezen bolygók védelmét, létrehozták a goa’uldokkal kötött Védett Bolygók Egyezményét. Mivel az asgard technológia ekkor magasan a goa’uld technika előtt járt, így a goa’uldok kénytelen voltak betartani az egyezményt. Az egyezmény oltalma alá eső bolygók sora közös megegyezéssel bővülhet, melybe a későbbiekben a Föld is beletartozott.
Fejlett technológiájukkal és hajóikkal hosszú időn át sikerült az asgardoknak megvédeniük ezeket a bolygókat, ám az idő múlásával ez megváltozott. Egyrészt az Anubisz által alkalmazott, a goa’uldok által eddig nem ismert technológiák már sikerrel voltak képesek felvenni a harcot az asgard űrhajókkal. Másrészt a replikátorok felfedezése, majd az asgardok ellen folytatott inváziója arra kényszerített őket, hogy elvonják forrásaikat a galaxis egyéb részeiről, hogy meg tudják védeni saját magukat az új ellenség előtt. Ezek a bolygók így már csak névleg maradtak védelem alatt.

### A replikátorok
Az asgardok az újabb és erősebb ellenségük, a replikátorok miatt nem voltak képesek segítséget nyújtani a Földnek a goa’uldok elleni harcban. A hihetetlenül hatékony asgard fegyverek nem tudták felvenni a harcot a replikátorok ellen, mert ezek a fegyverek energiaalapúak voltak. A földi fegyverek azonban egyszerűen a mozgási energia segítségével juttatták a fémalapú lőszert az ellenség ellen. A CSK-1 segítségével az asgardok egy időtorzító mező hatókörébe vonzották az összes replikátort, hogy annak lassító hatása elegendő időt biztosítson a megfelelő fegyver vagy megoldás kidolgozására. Azonban a replikátorok kiszabadultak és megtámadták az Orillát, az asgard anyabolygót. Aegir a hajójukra támadt, amikor az kilépett a hiperűrből, még mielőtt védőpajzsait aktiválhatták volna. Nem minden replikátort sikerült ezzel elpusztítani, az Ötödik néven megalkotott emberformájú replikátornak sikerült leszállnia a bolygóra. Jack O'Neill ezredes, akinek agyába letöltődött az Ősök teljes tudása, megalkotott egy fegyvert, mely megszakítja a replikátorok blokkjai közötti kapcsolatot, így azok darabjaikra esnek szét. Thor megtervezte ennek űrhajóméretű verzióját, mely a bolygó teljes területén elpusztíthatta a replikátorokat.

### A replikátorok után
A goa’uldok és a replikátorok legyőzése után új ellenség lépett színre, az Ori. Az asgardok igyekeztek technológiai segítséget nyújtani a Földnek az ellenük vívott harcban, melyekkel a Daedalus osztályú csatahajókat fejlesztették fel. Ezzel együtt egyik mérnöküket, Hermiod-ot is „kölcsönadták” a legénység tagjai közé. A további Ori ellen vívott harcok során is segédkeztek a földi erőknek.

### Kihalás
Amikor az asgardok utolsó kísérlete a klónozás során fellépett genetikai hiba kiküszöbölésében is kudarcba fulladt, hogy technológiájuk ne juthasson avatatlan kezekbe, elhatározták, hogy tömeges öngyilkosságot követnek el, elpusztítják saját bolygójukat az azon élő teljes népességgel és technológiával együtt. Átadták a Csillagkapu Parancsnokságnak a teljes asgard számítógépes adatbázist, és jelentős módosításokat végeztek az Odüsszeia földi hajón. Az átalakítások befejeztekor három Ori csatahajó támadta meg az Orillát és az Odüsszeiát is. Egy Ori hajóval végzett az Odüsszeia, majd az asgard bolygó felrobbantásával elpusztult a bolygó, a másik két támadó hajó és a teljes asgard faj.

### Pegazus galaxis

A Pegazus galaxis asgardjai harci öltözetükben (Első találkozás)

Az asgardok egy renegát csoportja, akik elszakadtak az Ida galaxis asgardjaitól, 2008-ban összetalálkoztak az atlantiszi expedíció tagjaival. Amikor az expedíció tagjai felfedezték a városban Janus laboratóriumát, ezek az asgardok betörtek a városba, megszereztek egy eszközt és magukkal vitték Rodney McKayt és Daniel Jacksont. Rávették őket, hogy aktiválják az Attero nevű eszközt, mely azért készült, hogy megállítsa a Lidérceket. Vezetőjük elárulta Dr. Jacksonnak, hogy csoportja azért lett kiközösítve az asgard népből, mert a klónozási problémák megoldása érdekében a Pegazus galaxis emberein végeztek tudományos kísérleteket. Amikor az Ősök elbuktak a lidércek ellen vívott háborúban, a lidércek az asgardokat támadták, akik már az első harcban elveszítették intergalaktikus hajóikat, és a Pegazusban ragadtak. Túlélésük érdekében egy mérgező légkörű bolygóra költöztek, ahova a lidércek nem követhették őket, ám ők maguk harci öltözékük védelmében biztonságban élhettek ott. Egy idő után azonban a kíméletlen körülmények már így is lakhatatlanná tették a bolygót számukra, így kénytelenek voltak kimerészkedni az űrbe. Megtalálták Janus laboratóriumát és az Attero eszközt, és bár tudták, hogy „mellékhatásként” az összes csillagkapu elpusztul, az eszközzel akarták elpusztítani a Lidérceket. Tervüket sikerült megakadályozni, amikor Sheppard ezredes elpusztított kettőt a három asgard hajó közül, eközben pedig Dr. Jackson és McKay lekapcsolta az Attero-gépet, és el is pusztították.

## Külső jellemzők
Az asgardok nagyjából egy méter magasak, szürkés bőrrel, kicsi, sovány végtagokkal, nagy fejjel és nagy fekete szemekkel. Erőteljesen hasonlítanak a roswelli karakterekhez, melyekről számtalan UFO történet született. A faj évezredek óta képtelen a meiózis, vagyis szexuális úton történő reprodukció által való szaporodásra. Ehelyett klónozási eljárással adják át tudásukat az újabb generációknak, ám az ezzel járó genetikai degeneráció volt az, ami végül a kihalásukhoz vezetett. A probléma megoldása érdekében az asgardok minden megpróbáltak, hogy fajukat megmentsék a kihalástól, egyes renegát asgardok még az emberi kísérleteket is felhasználták, míg az Asgard Nagytanács le nem leplezte ezt (Loki, Pegazus-galaxis asgardjai).
Az asgardok testében nincs adrenalin.
Méretük nem áll párhuzamban intelligenciájukkal. Technológiai fejlettségük mellett eltörpül bármely más faj fejlettsége. Fénysebességnél nagyobb teljesítményre képes hajóik a leggyorsabbak.
Földi fogyasztásra alkalmatlan, förtelmes ízű, sárga, piros, zöld és kék színű, különböző geometriai formájú ennivalóval táplálkoznak.

### Klónozás
Nagyjából 30 000 évvel ezelőtt az asgard faj az emberhez jobban hasonló, magas és szexuális úton történő reprodukcióra képes faj volt. Idővel elkezdték a klónozási eljárást, a meghalt asgardok tudását számítógépben tárolták el, majd áthelyezték az új klóntestekbe. Ez szinte halhatatlanná tette őket, azonban a genetikai elváltozások képtelenné tették őket a természetes úton való szaporodásra. A hosszú időn át alkalmazott eljárás károsította és folyamatosan rombolta az asgard génállományt.
Erőfeszítéseik ellenére a végső kísérlet, hogy megállítsák a génállomány pusztulását, olyan gyorsan terjedő kórt eredményezett, mely végül elpusztította a fajt. A klónozási eljárás alkalmazása miatt az asgardok azt a lehetőséget is elveszítették, hogy az Ősökhöz hasonlóan felemelkedjenek. Utolsó cselekedetük az volt, hogy minden tudásukat átadták a Földnek, melynek népeit elismerték az Ötödik Fajként, majd elpusztították saját bolygójukat. A Pegasus-galaxis asgardjai, akik egy ideig folytatták az emberkísérleteket, „biztató” eredményeket értek el a genetikai betegség megoldásában, azonban az Attero nevű lidérc hipertérutazást gátló eszközzel kapcsolatos akciójukba belebuktak. Az atlantisziak az eszköz tömegpusztító hatása miatt (túltöltötte, így felrobbantotta a csillagkapukat a tárcsázáskor) nagy veszteségeket okoztak ennek a kis létszámú asgard csoportnak.

## Társadalom

### Nagytanács

Jack O'Neill holografikus képe az Asgard Nagytanács (Vörös égbolt)

Az Asgard Nagytanács a társadalom vezető szerve. A tanácsban hét tag ül, köztük Thor, Freyr és Penegal. A Nagytanács hoz meg minden olyan döntést, mely az asgardok teljes fajára vonatkozik.

### Más fajokkal való kapcsolat
Az asgardok tagjai voltak a Négy Ősi Faj szövetségének az Ősök, a furlingek és a nox mellett.
A védett bolygókról szóló egyezmény betartás érdekében az asgardok a Tejút galaxisának számos bolygóján is létesítettek holografikus kijelzőket, hogy távol tartsák a goa'uldokat és más ellenségeket. A cimmeriaiak bolygóján helyezték el Thor pörölyét, egy hatalmas obeliszket, mely minden goa'uldot és szimbiótát hordozó lényt egy föld alatti labirintusba teleportált. A labirintusból az egyetlen kivezető út egy olyan „lézerfalon” át vezetett, melyből a csapdába esett ellenség csak a benne lévő szimbióta halála árán juthat ki.

### Nyelv
Általános elmélet, hogy az asgardok nyelve hatással lehetett a germán nyelvek fejlődésére, az írott asgard nyelv pedig rovásírásos (ez Thor űrhajójának szerkezetein látható). Ahogyan a goa'uldok a Föld egyiptomi és görög istenei után kapták nevüket, az asgardok az északi mitológia istenei után lettek elnevezve.

### Harci stratégia
Az asgardok harci stratégiájáról kevés információ van, de technológiai fejlettségük ellenségeik fölé helyezi őket. Az asgardok hosszú időn át voltak legyőzhetetlenek galaxis-szerte, egészen a replikátorok és az Ori felbukkanásáig.
Az asgardoknak nincs ellenükre cselt, átverést alkalmazni az ellenségeikkel szemben, mint például a goa'uldokkal kötött Védett Bolygók Egyezménye esetében, amikor azt állították, képesek elpusztítani a goa'uldokat, holott erőiknek más problémákkal kellett küzdeniük éppen. Nem haboznak a harc során feláldozni magukat, mint amikor Thor úgy döntött, elpusztítja hajóját és így önmagát, amikor a replikátorok hajója anyabolygójuk, az Orilla felé tartott. Ezen tulajdonságok párhuzamban állnak az északi mitológia harcra kész isteneivel.
Mindazonáltal az asgard faj nem túl konstruktív a katonai taktikák terén, mivel agyuk túl fejlett és bonyolult, képtelen a legegyszerűbb, szinte legprimitívebb megoldásra rájönni ellenségeik legyőzése érdekében. Ezért történt, amikor Thor „kölcsönkérte” Samantha Cartert, mert bár földi mértékkel ő a legokosabb ember, az asgardokhoz képest primitív gondolkodásával képes volt segíteni Thornak a replikátorok ellen.

## Technológia
A neutróniumnak köszönhetően az asgardok olyan technológiai szintet értek el, mely magasan a goa'uldok és minden más faj felett áll. Csak az Ősök és Ori közelíti ezt meg, illetve talán a nox és a furlingek is, ám erről nincs információ. Hajóik percek alatt képesek fényévek ezreit megtenni, pajzsaik az Ori anyahajók támadásai ellen is kitartanak. Kihalásukat megelőzően még létrehoztak egy olyan energiafegyvert, mely ismételt lövéseivel az Ori anyahajók pajzsán is átjutott, mely azelőtt minden másnak képes volt ellenállni, kivéve az Ori szuperkapu instabil örvényét. Magas szintre fejlesztették a teleportációs és holografikus technológiát is.

## Karakterek
- Aegir – Asgard parancsnok
- Famrir
- Freyr – Asgard nagytanács tagja
- Heimdall – Asgard tudós
- Hermiod – Asgard mérnök a Daedaluson
- Hermod – Asgard oktató a Cimmeria bolygón
- Kvasir – Asgard tudós
- Loki – Bajkeverő tudós
- Penigal – Asgard nagytanács tagja
- Sujanha – Asgard kutató, tudós, és oktató
- Thor – Az asgard flotta főparancsnoka
- Tyr – Egykori harcászati vezető és főparancsnoka az Asgard flottának
- Zeus – Amnéziás kapitány a Stennoson